# Paa verrucospinosa
Paa verrucospinosa és una espècie de granota que viu a Laos, Vietnam i, possiblement també, a la Xina.
Està amenaçada d'extinció per la pèrdua del seu hàbitat natural.